# Gloria Estefan

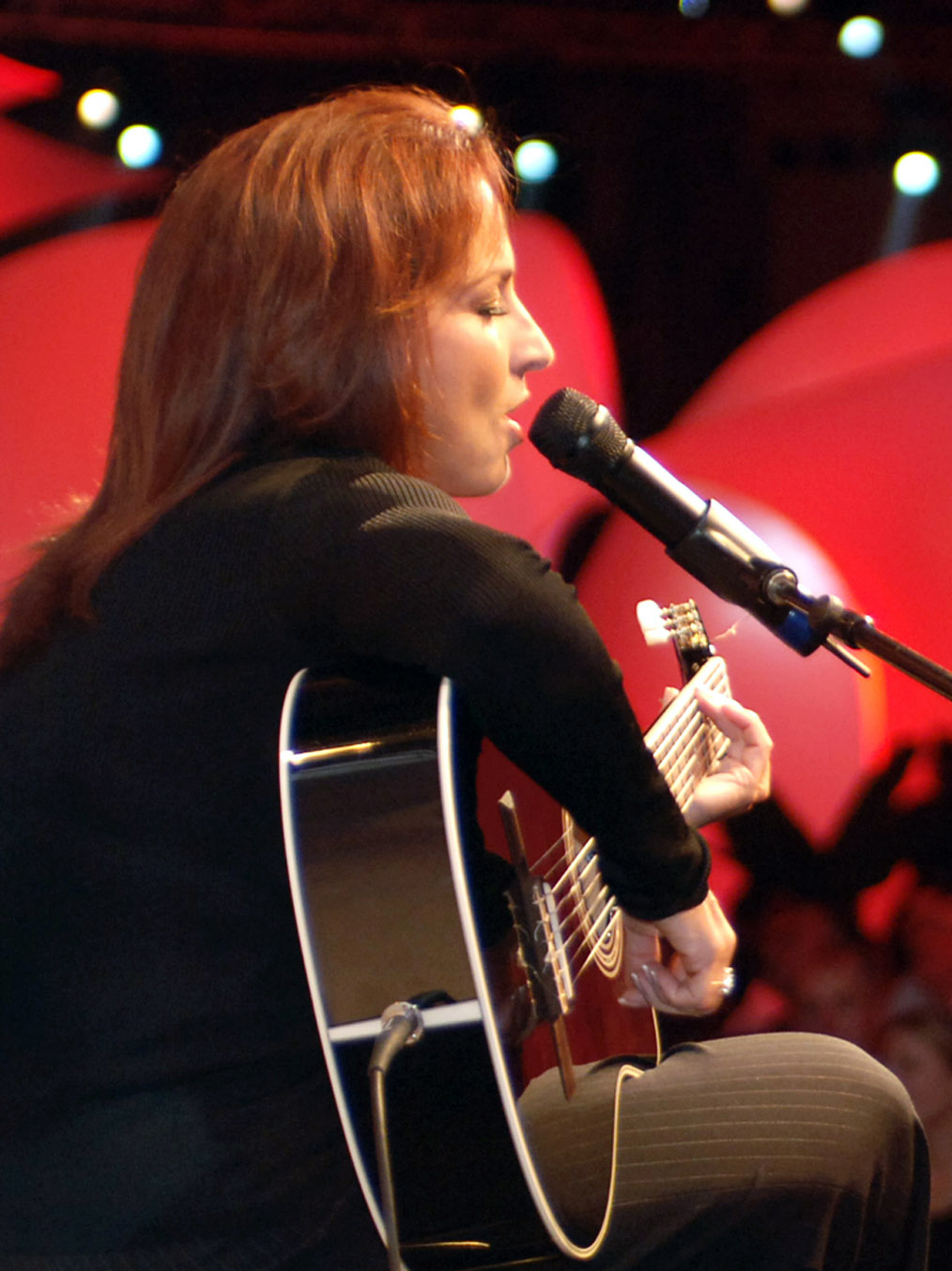
Gloria Estefan

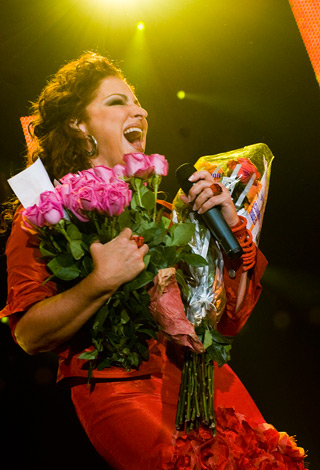
Gloria Estefan in Ahoy, Rotterdam (2008)

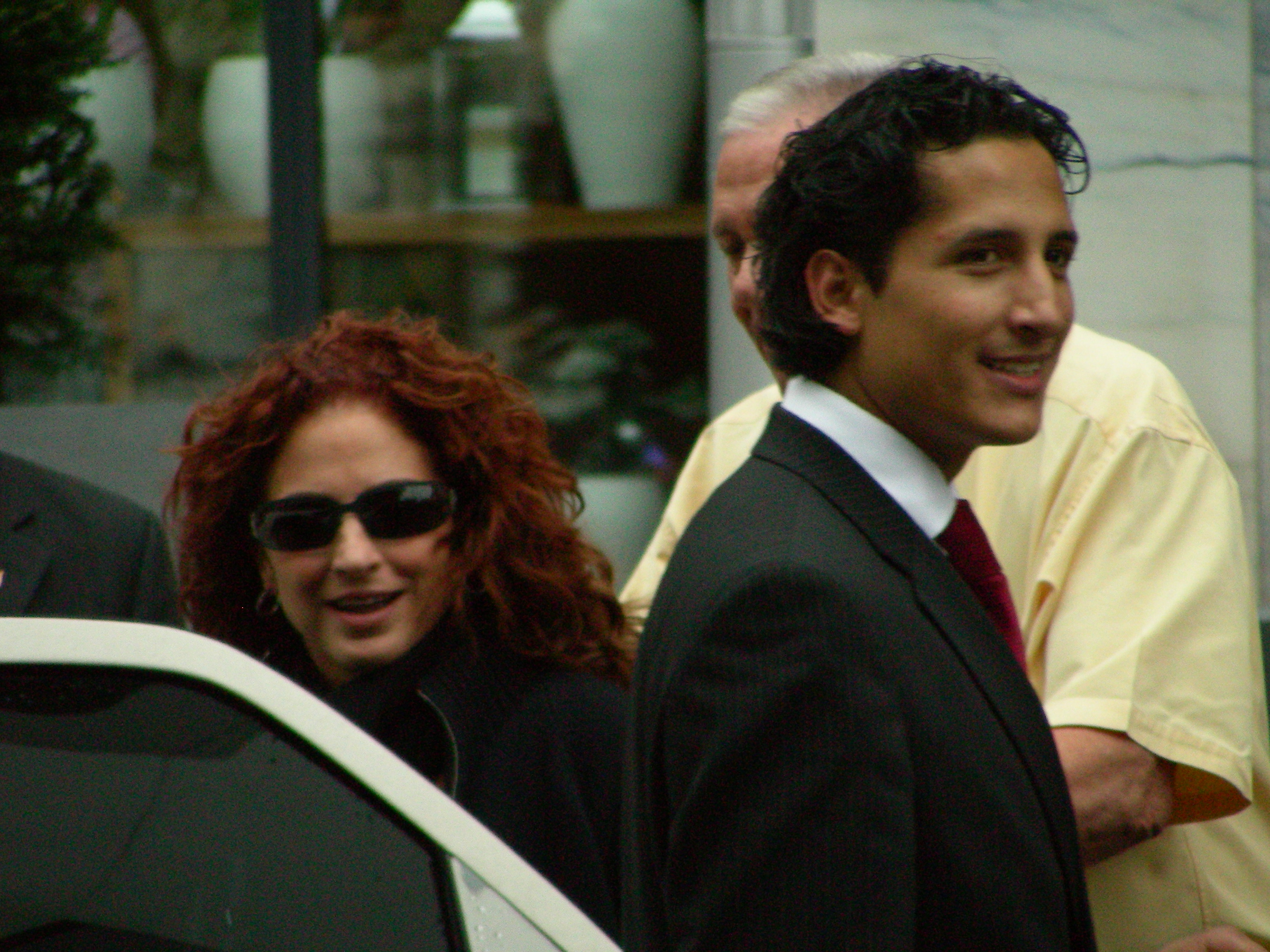
Gloria Estefan in Rotterdam (2007)

Gloria Estefan, artiestennaam van Gloria María Milagrosa Fajardo García (Havana, 1 september 1957), is een Cubaans-Amerikaanse zangeres, die vooral in de jaren 80 en jaren 90 veel hits scoorde. Ze geldt als de succesvolste Latijns-Amerikaanse zangeres aller tijden, en wordt door sommigen ook wel gezien als de "Queen of Latin Pop". Met meer dan 150 miljoen verkochte platen wereldwijd kan zij zich met de groten meten. Ook heeft ze vijf Grammy's gewonnen. Naast zangeres is Estefan actrice en componist. Estefan is een van de weinige artiesten die met verschillende muziekstijlen zoveel succes heeft gekend. Tegenwoordig wordt Estefan gezien als de voorloper van artiesten als Shakira en Jennifer Lopez, omdat de muziek van deze twee artiesten op sommige vlakken in de buurt komt van die van Estefan. Ook heeft Estefan gesproken in een Nederlandse documentaire over Anne Frank.

## Levensloop
Alhoewel ze geboren werd op Cuba, groeide ze op in Miami - de Verenigde Staten - omdat haar ouderlijk gezin, toen ze pas zestien maanden oud was, vanwege de Cubaanse Revolutie in 1959 naar dat land vluchtte.
In 1977 trad ze op tijdens een Cubaanse bruiloft, waarna ze door Emilio Estefan Jr. werd benaderd om leadzangeres te worden van de Miami Sound Machine. Estefan stemde toe en werkte met de band aan nummers voor een aankomend debuutalbum, dat datzelfde jaar verscheen en het eerste volledige Spaanstalige album was dat bij label CBS (SONY Music) verscheen. Na diverse singles en meerdere Spaanse platen, maakte de Miami Sound Machine de overstap naar Engels repertoire. Van het album Eyes Of Innocence (1984) verscheen de klapper Dr. Beat. Hoewel dit nummer niet hun definitieve doorbraak betekende (in de VS haalde het de hitlijsten niet), werd Dr. Beat wel een succes in een aantal Europese landen, waaronder Nederland met een Top 3-notering in de Top 40 destijds. Conga uit 1985 van het album Primitive Love werd wereldwijd de bestseller waar lang naar was uitgekeken. In 1986 werd het succes herhaald met onder andere Bad Boys en Words Get In The Way. In 1988 verscheen het album Anything For You - in de VS een jaar eerder onder de naam Let It Loose - waarmee de verkoop van platen naar ongekende hoogte reikte. Vanaf dat moment werd ook niet meer gesproken van de Miami Sound Machine, maar Gloria Estefan & the Miami Sound Machine. Het album verkocht wereldwijd 7 miljoen stuks en leverde hits op als Rhythm Is Gonna Get You, Can't Stay Away From You en 1-2-3. 1989 was het jaar waarin het album Cuts Both Ways verscheen. De Miami Sound Machine figureerde vanaf toen enkel als band op de achtergrond, wat betekende dat de platen enkel onder de naam Gloria Estefan werden uitgebracht. Cuts Both Ways verkocht 10 miljoen stuks. De hitlijsten werden aangevoerd door de single-releases van Don't Wanna Lose You, Get On Your Feet, Here We Are en Oye Mi Canto.
Op 20 maart 1990 - tijdens de Get On Your Feet World Tour raakte Estefan zwaargewond als gevolg van een ernstig busongeluk, vlak bij Scranton. Een tractor raakte de tourbus, waardoor Estefan haar rug brak en ernstige schade opliep aan haar ruggengraat. Hierdoor kwamen geplande concertdata in de VS en Australië te vervallen. De toekomst voor de zangeres was door het ongeluk in één klap onzeker geworden, maar Estefan herstelde snel. Een jaar lang was ze uit de running, terwijl men verwachtte dat haar herstel langere tijd in beslag zou nemen. In 1991 maakte Estefan een comeback met het album Into The Light waarvan de single Coming Out Of The Dark de grootste hit werd. De Into The Light World Tour volgde en bracht Estefan naar de VS, Europa, Japan, Maleisië, de Filipijnen en Latijns-Amerika. Na het verzamelalbum Greatest Hits uit 1992, verscheen in 1993 opnieuw een Spaans album. Mi Tierra was met name in de Spaanse gebieden van de wereld een bestseller met wereldwijd 5 miljoen verkochte exemplaren. Het coveralbum Hold Me, Thrill Me, Kiss Me verscheen een jaar na Mi Tierra, maar was minder succesvol dan de voorgaande albums. 1995 zag wederom de release van een Spaanstalig album: Abriendo Puertas, wat Estefan een Grammy opleverde.
In 1996 scoorde Estefan een internationale hit met Reach, de officiële song van de Olympische Spelen in Atlanta. Het Engelstalige album Destiny was een succes, maar qua verkoop bleek het toch niet in de buurt te komen van Estefans eerdere Engelstalige materiaal. Hierna volgde de Evolution World Tour waarbij de zangeres opnieuw Nederland aandeed met een optreden. Vervolgens laste Estefan een rustpauze in, om zo meer tijd te wijden aan haar gezin. Met het in 1998 verschenen Engelstalige album Gloria! keerde Estefan terug naar haar roots: latin & dance. Het album was succesvol, met de singles Heaven's What I Feel en Oye als grootste hits in de charts. In 1999 verscheen Estefan als actrice op het witte doek in de dramafilm Music Of The Heart. Ze verzorgde tevens de titeltrack van de gelijknamige soundtrack, samen met 'NSYNC. De single behaalde de tweede plaats in de Amerikaanse Billboard Hot 100. Verder trad ze dat jaar op met Luciano Pavarotti tijdens "Pavarotti and Friends". In 2000 verscheen het Spaanse album Alma Caribeña dat een Latin Grammy ontving. Na het verzamelalbum Greatest Hits Vol. II uit 2001 besloot Estefan een album te maken waarop ze zich kwetsbaarder dan ooit zou opstellen. Het resultaat verscheen in 2003 onder de naam Unwrapped en was qua sound een stuk puurder dan Estefans eerdere materiaal. De Live & Re-wrapped Tour volgde, maar deed enkel de VS aan. In september 2007 kwam het album "90 Millas" uit. Het album kwam binnen op nummer 1 in de Nederlandse Album Top 100. Het was voor het eerst dat een Spaanstalig album op 1 debuteerde in de Nederlandse hitlijsten. Naar aanleiding van het succes van "90 Millas" heeft Estefan in 2008 Nederland opnieuw bezocht voor een concert. Haar eerste Engelstalige album sinds 2003, genaamd Miss Little Havana, kwam op 27 september 2011 uit. Het album was een terugkeer naar de sound van het album Gloria! aangezien Miss Little Havana alleen dance-achtige nummers zou bevatten. Naast haar echtgenoot Emilio Estefan is het album medegeproduceerd door Pharrell Williams. De eerste single van het album was het lied WEPA en werd al snel opgevolgd door de single Miss Little Havana. Tot zover zal het nieuwe album alleen te downloaden zijn via iTunes en is een daadwerkelijke cd alleen te verkrijgen via het Amerikaanse detailhandelketen Target. Deze exclusieve cd zou een aantal extra nummers bevatten; de liedjes "On", "Medicine" en Gloria's versie van Let's Get Loud (hit van Jennifer Lopez uit 2000, van origine geschreven door Estefan). Tevens zal deze cd een aantal remixen bevatten ("Conga" en "WEPA").
In 2015 kwam On Your Feet! op Broadway en buiten de VS kwam het als eerste naar Nederland (oktober 2017) in het Beatrix Theater in Utrecht. Natuurlijk waren Gloria en Emilio bij de première. In augustus 2020 kwam het album Brazil305 uit, een plaat die liedjes bevatte, gebaseerd op de Braziliaanse cultuur. Het album was een mix van elf van Gloria's grootste hits in een nieuw jasje, samen met een aantal nieuwe liedjes.

### Privéleven
Estefan studeerde onder andere psychologie aan de Universiteit van Miami.
Ze trouwde in september 1978 met zanger Emilio Estefan. Samen hebben ze een zoon en een dochter. In 2012 werden ze grootouders van hun eerste kleinkind, een jongen.

## Discografie

### Albums
| Album met eventuele hitnotering(en) in de Nederlandse Album Top 100 | Datum van verschijnen | Datum van binnenkomst | Hoogste positie | Aantal weken | Opmerkingen                                                     |
| ------------------------------------------------------------------- | --------------------- | --------------------- | --------------- | ------------ | --------------------------------------------------------------- |
| Renacer                                                             | 1977                  | -                     |                 |              | als Miami Sound Machine                                         |
| Miami Sound Machine                                                 | 1978                  | -                     |                 |              | als Miami Sound Machine                                         |
| Imported                                                            | 1979                  | -                     |                 |              | als Miami Sound Machine                                         |
| MSM                                                                 | 1980                  | -                     |                 |              | als Miami Sound Machine                                         |
| Otra Vez                                                            | 1981                  | -                     |                 |              | als Miami Sound Machine                                         |
| Rio                                                                 | 1982                  | -                     |                 |              | als Miami Sound Machine                                         |
| A Toda Maquina                                                      | 1984                  | -                     |                 |              | als Miami Sound Machine                                         |
| Eyes of Innocence                                                   | 1984                  | -                     |                 |              | als Miami Sound Machine                                         |
| Primitive Love                                                      | 1986                  | 22-03-1986            | 30              | 18           | als Miami Sound Machine                                         |
| Let It Loose / Anything For You                                     | 1987                  | 17-12-1988            | 1(16wk)         | 56           | met Miami Sound Machine. In de VS uitgebracht als Let It Loose. |
| Cuts Both Ways                                                      | 1989                  | 22-07-1989            | 1(6wk)          | 57           |                                                                 |
| Exitos de Gloria Estefan                                            | 1990                  | 06-10-1990            | 47              | 6            |                                                                 |
| Into the Light                                                      | 1991                  | 09-02-1991            | 3               | 31           |                                                                 |
| Greatest Hits                                                       | 1992                  | 14-11-1992            | 10              | 50           | ook uitgebracht op sacd                                         |
| Mi Tierra                                                           | 1993                  | 03-07-1993            | 9               | 21           |                                                                 |
| Christmas Through Your Eyes                                         | 1993                  | -                     |                 |              |                                                                 |
| Hold Me, Thrill Me, Kiss Me                                         | 1994                  | 29-10-1994            | 12              | 16           |                                                                 |
| Abriendo Puertas                                                    | 1995                  | 07-10-1995            | 21              | 28           |                                                                 |
| Destiny                                                             | 1996                  | 15-06-1996            | 15              | 28           |                                                                 |
| Gloria!                                                             | 1998                  | 13-06-1998            | 36              | 12           |                                                                 |
| The VH-1 Divas Live                                                 | 1998                  | 17-10-1998            | 6               | 33           | met Mariah Carey, Céline Dion, Aretha Franklin en Shania Twain  |
| Alma Caribeña / Caribean Soul                                       | 11-05-2000            | 27-05-2000            | 24              | 20           | ook uitgebracht op sacd                                         |
| Greatest Hits II                                                    | 2001                  | 17-03-2001            | 72              | 2            |                                                                 |
| Wrapped                                                             | 2003                  | 04-10-2003            | 27              | 9            |                                                                 |
| Amor y Suerte: Exitos Romanticos - The Spanish Love Songs           | 2004                  | -                     |                 |              |                                                                 |
| The Essential                                                       | 2006                  | 21-10-2006            | 63              | 2            |                                                                 |
| 90 Millas                                                           | 2007                  | 15-09-2007            | 1(1wk)          | 17           |                                                                 |
| Miss Little Havana                                                  | 2011                  | -                     |                 |              | mede geproduceerd door Pharrell Williams                        |
| The Standards                                                       | 2013                  | -                     |                 |              | cover album                                                     |

| Album met hitnotering(en) in de Vlaamse Ultratop 200 albums | Datum van verschijnen | Datum van binnenkomst | Hoogste positie | Aantal weken | Opmerkingen                                                    |
| ----------------------------------------------------------- | --------------------- | --------------------- | --------------- | ------------ | -------------------------------------------------------------- |
| Abriendo puertas                                            | 30-09-1995            | 14-10-1995            | 24              | 4            |                                                                |
| Destiny                                                     | 30-05-1996            | 06-07-1996            | 47              | 1            |                                                                |
| Gloria !                                                    | 30-05-1998            | 13-06-1998            | 24              | 5            |                                                                |
| VH-1 divas live                                             | 06-10-1998            | 17-10-1998            | 6               | 20           | met Mariah Carey, Céline Dion, Aretha Franklin en Shania Twain |
| Unwrapped                                                   | 22-09-2003            | 11-10-2003            | 44              | 2            |                                                                |
| The essential                                               | 22-09-2006            | 14-10-2006            | 81              | 3            |                                                                |
| 90 Millas                                                   | 07-09-2007            | 22-09-2007            | 66              | 3            |                                                                |

### Singles
| Single met eventuele hitnotering(en) in de Nederlandse Top 40 | Datum van verschijnen | Datum van binnenkomst | Hoogste positie | Aantal weken | Opmerkingen                           |
| ------------------------------------------------------------- | --------------------- | --------------------- | --------------- | ------------ | ------------------------------------- |
| Dr. Beat                                                      | 1984                  | 01-09-1984            | 3               | 9            | als Miami Sound Machine               |
| Conga                                                         | 1986                  | 08-03-1986            | 3               | 10           | als Miami Sound Machine / Alarmschijf |
| Bad Boy                                                       | 1986                  | 03-05-1986            | 2               | 11           | als Miami Sound Machine               |
| Falling in love (Uh-oh)                                       | 1986                  | 09-08-1986            | 27              | 4            | als Miami Sound Machine               |
| Words get in the way                                          | 1986                  | 25-10-1986            | 17              | 5            | als Miami Sound Machine / Alarmschijf |
| Rhythm is gonna get you                                       | 1987                  | 01-08-1987            | 31              | 3            | met Miami Sound Machine               |
| Can't stay away from you                                      | 1988                  | 10-12-1988            | 1(2wk)          | 14           | met Miami Sound Machine / Alarmschijf |
| Anything for you                                              | 1989                  | 18-02-1989            | 2               | 10           | met Miami Sound Machine               |
| 1 2 3                                                         | 1989                  | 22-04-1989            | 13              | 7            | met Miami Sound Machine               |
| Don't Wanna Lose You                                          | 1989                  | 08-07-1989            | 3               | 10           | Alarmschijf                           |
| Oye mi canto (Hear my voice)                                  | 1989                  | 30-09-1989            | 8               | 10           |                                       |
| Here we are                                                   | 1989                  | 16-12-1989            | 14              | 6            |                                       |
| Get on your feet                                              | 1990                  | 09-06-1990            | 12              | 6            |                                       |
| Cuts both ways                                                | 1990                  | 04-08-1990            | tip9            | -            |                                       |
| Coming out of the dark                                        | 1991                  | 26-01-1991            | 15              | 6            |                                       |
| Seal our fate                                                 | 1991                  | 11-05-1991            | tip10           | -            |                                       |
| Live for loving you                                           | 1991                  | 26-10-1991            | tip13           | -            |                                       |
| Always tomorrow                                               | 1992                  | 31-10-1992            | 17              | 5            |                                       |
| Christmas through your eyes / Miami hitmix                    | 1992                  | 19-12-1992            | tip7            | -            |                                       |
| Mi tierra                                                     | 1993                  | 14-08-1993            | 30              | 3            |                                       |
| Turn the Beat Around                                          | 1994                  | 05-11-1994            | 33              | 4            |                                       |
| Everlasting Love                                              | 1995                  | 21-01-1995            | tip8            | -            |                                       |
| Reach                                                         | 1996                  | 18-05-1996            | tip2            | -            |                                       |
| You'll be mine (Party time)                                   | 1996                  | 31-08-1996            | tip6            | -            |                                       |
| I'm not giving you up                                         | 1996                  | 30-11-1996            | tip19           | -            |                                       |
| Heaven's what I feel                                          | 1998                  | 16-05-1998            | tip11           | -            |                                       |
| Oye                                                           | 1998                  | 22-08-1998            | -               | -            |                                       |
| Music of my heart                                             | 1999                  | 04-12-1999            | tip 3           | -            | met *NSYNC                            |
| No me dejes de querer                                         | 2000                  | 27-05-2000            | -               | -            |                                       |
| Out of nowhere                                                | 2001                  | 12-05-2001            | -               | -            |                                       |
| Doctor pressure                                               | 2005                  | 24-09-2005            | 17              | 8            | als Mylo vs. Miami Sound Machine      |

| Single met hitnotering(en) in de Vlaamse Ultratop 50 | Datum van verschijnen | Datum van binnenkomst | Hoogste positie | Aantal weken | Opmerkingen                                                   |
| ---------------------------------------------------- | --------------------- | --------------------- | --------------- | ------------ | ------------------------------------------------------------- |
| Dr. Beat                                             | 09-08-1984            | 08-09-1984            | 3(2wk)          | 12           | als Miami Sound Machine / Nr. 3 in de Radio 2 Top 30          |
| Conga !                                              | 25-06-1985            | 29-03-1986            | 5(2wk)          | 8            | als Miami Sound Machine / Nr. 5 in de Radio 2 Top 30          |
| Bad boy                                              | 30-08-1985            | 10-05-1986            | 5(2wk)          | 12           | als Miami Sound Machine / Nr. 4 in de Radio 2 Top 30          |
| Falling in love (uh-oh)                              | 14-07-1986            | 23-08-1986            | 22              | 3            | als Miami Sound Machine / Nr. 14 in de Radio 2 Top 30         |
| Words get in the way                                 | 13-06-1986            | 25-10-1986            | 30              | 3            | als Miami Sound Machine / Nr. 22 in de Radio 2 Top 30         |
| Rhythm is gonna get you                              | 13-07-1987            | 22-08-1987            | 18              | 4            | met Miami Sound Machine / Nr. 18 in de Radio 2 Top 30         |
| Can't stay away from you                             | 10-11-1987            | 24-12-1988            | 1(2wk)          | 14           | met Miami Sound Machine / Nr. 1 in de Radio 2 Top 30          |
| Anything for you                                     | 29-03-1988            | 04-03-1989            | 5(2wk)          | 11           | met Miami Sound Machine / Nr. 4 in de Radio 2 Top 30          |
| 1-2-3                                                | 01-07-1987            | 13-05-1989            | 28(2wk)         | 4            | met Miami Sound Machine / Nr. 17 in de Radio 2 Top 30         |
| Don't wanna lose you                                 | 21-06-1989            | 15-07-1989            | 5(4wk)          | 11           | Nr. 4 in de Radio 2 Top 30                                    |
| Oye mi canto (hear my voice)                         | 04-09-1989            | 30-09-1989            | 13              | 10           | Nr. 10 in de Radio 2 Top 30                                   |
| Here we are                                          | 05-12-1989            | 23-12-1989            | 19              | 9            | Nr. 17 in de Radio 2 Top 30                                   |
| Get on your feet                                     | 19-09-1989            | 16-06-1990            | 35              | 5            | Nr. 21 in de Radio 2 Top 30                                   |
| Coming out of the dark                               | 10-01-1991            | 09-02-1991            | 24              | 6            | Nr. 10 in de Radio 2 Top 30                                   |
| Seal our fate                                        | 16-04-1991            | 27-04-1991            | 35              | 1            | Nr. 20 in de Radio 2 Top 30                                   |
| Mi tierra                                            | 22-06-1993            | 11-09-1993            | 44              | 1            |                                                               |
| Turn the beat around                                 | 27-09-1994            | 26-11-1994            | 24              | 3            | Nr. 20 in de Radio 2 Top 30                                   |
| Heaven's what I feel                                 | 05-05-1998            | 23-05-1998            | 30              | 7            | Nr. 30 in de Radio 2 Top 30                                   |
| Oye                                                  | 27-07-1998            | 08-08-1998            | tip15           | -            |                                                               |
| Music of my heart                                    | 06-02-2001            | 15-01-2000            | tip16           | -            | met 'N Sync                                                   |
| Wrapped                                              | 01-09-2003            | 13-09-2003            | tip4            | -            |                                                               |
| Doctor Pressure                                      | 26-09-2005            | 29-10-2005            | 9               | 11           | als Mylo vs. Miami Sound Machine / Nr. 7 in de Radio 2 Top 30 |

### NPO Radio 2 Top 2000
| Nummers met noteringen in de NPO Radio 2 Top 2000  | '99  | '00  | '01  | '02  | '03  |
| -------------------------------------------------- | ---- | ---- | ---- | ---- | ---- |
| Anything for You (met Miami Sound Machine)         | 927  | 1479 | -    | -    | -    |
| Can't Stay Away from You (met Miami Sound Machine) | 656  | 1017 | 1670 | 1995 | 1589 |
| Don't Wanna Lose You                               | 1098 | -    | -    | -    | -    |

1. ↑  Een '-' betekent dat het nummer niet was genoteerd en een vetgedrukt getal geeft de hoogste notering van een nummer aan.
2. ↑  Deze tabel is bijgewerkt tot en met de laatste editie (2024).

### Dvd's
| Dvd's met eventuele hitnoteringen in de Nederlandse Music Top 30 | Datum van verschijnen | Datum van binnenkomst | Hoogste positie | Aantal weken | Opmerkingen |
| ---------------------------------------------------------------- | --------------------- | --------------------- | --------------- | ------------ | ----------- |
| Live & unwrapped                                                 | 2004                  | 28-02-2004            | 17              | 3            |             |

```
Music Of The Heart
 (1999)
```

- For Love Or Country: The Arturo Sandoval Story (2000)

Father of the bride (2022)

## Tours
- Conga Tour (1985 - 1986)
- Let It Loose Tour (1987 - 1988)
- Get On Your Feet Tour (1989 - 1990)
- Into The Light World Tour (1991 - 1992)
- Evolution World Tour (1996 - 1997)
- Live & Re-wrapped Tour (2004)
- 90 Millas World Tour (2008 - 2009)

## Video's
- Homecoming Concert (1989 SMV)
- Evolution (1990 SMV)
- Coming Out Of The Dark (1991 SMV)
- Into The Light World Tour (1992 SMV)
- Everlasting Gloria! (1995 SMV)
- The Evolution Tour Live In Miami (1996 SMV)
- Don't Stop (1998 SMV)
- Que siga la tradición (2000 SMV)
- Live In Atlantis (2001 SMV)
- Live & Unwrapped (2003 SMV)
- 90 Millas World Tour (2008 - 2009)